# الدوري الإيطالي 1898
البطولة الوطنية الإيطالية لكرة القدم 1898 (بالإيطالية: Campionato Italiano di Football 1898) هي أول نسخة من الدوري الإيطالي بمسماه القديم، أجريت مباريات البطولة يوم 8 مايو 1898 بتورينو، وفاز بها نادي جنوى ليكون أول متوج بلقب البطولة الإيطالية حسب ما هو مدون ومعترف به من طرف الاتحاد الإيطالي لكرة القدم.

## عن البطولة
كانت البطولة الإيطالية لكرة القدم هي المسابقة الكروية الثانية في إيطاليا بعد تلك التي نظمها الاتحاد الإيطالي للجمباز سنة 1896 واستمرت حتى سنة 1913، وتعرف باسم بطولة FGNI (اختصار لاسم الاتحاد الوطني الإيطالي للجمباز، بالإيطالية)، غير أن الاتحاد الإيطالي لم يعترف بها كونها لم تتبن قواعد كرة القدم كما أقرها مجلس الاتحاد الدولي لكرة القدم IFAB لاتحادات كرة القدم البريطانية الأربعة.
تم إطلاق النسخة الأولى من البطولة الإيطالية لكرة القدم من قبل الفيديرالية الإيطالية لكرة القدم FIF (المسمى القديم حتى سنة 1909 للاتحاد الإيطالي لكرة القدم FIGC) في الثامن من ماي 1898، وشاركت فيها أربعة فرق؛ ثلاثة من مدينة تورينو وواحدة وافدة من جنوة.
أجريت فعاليات هذه البطولة يوم 8 مايو 1898 بمدينة تورينو تزامنا مع إقامة معرض تورينو الدولي واحتفالات الذكرى الخمسينية لإعلان دستور ألبرتينو. واحتضن مضمار الملك أومبرتو الأول المباريات الثلاث للبطولة. بينما قدم دوق أبروتسي لويجي أميديو دي سافويا أوستا كأسا للفريق الفائز، ولوحة شرفية تسلم لكل أفراد الفريق البطل.
كأس البطولة تصير ملكا للنادي الذي يفوز بها ثلاث مرات، وقد احتفظ بها جنوى سنة 1900.

## نظام البطولة
لم يتمكن الاتحاد الإيطالي لكرة القدم الوليد حديثا (تأسس يوم 26 مارس 1898، قبل خمسة أسابيع من انطلاق البطولة) أن يقنع أكثر من أربعة فرق للمشاركة في النسخة الأولى للبطولة.
اجريت المنافسة على شكل بطولة مصغرة من دورين في يوم واحد، تتبارى الفرق الأربعة في مباراتي نصفي نهائي صباحا، ليتلقي الفريقان الفائزان في النهائي بعد الزوال. كما حددت مدة المباراة بتسعين دقيقة، مدة كل شوط خمسة وأربعين دقيقة، وفي حالة انتهاء وقت الأصلي للمباراة بالتعادل يلجا الفريقان المتباريان إلى التمديد لشوطين، مدة كل شوط عشر دقائق.

## الفرق المشاركة
| الفريق               | المدينة |
| -------------------- | ------- |
| تورينيسي             | تورينو  |
| جنوى                 | جنوة    |
| خيمناستيكا دي تورينو | تورينو  |
| إنترناسيونالي تورينو | تورينو  |

## النتائج الكاملة

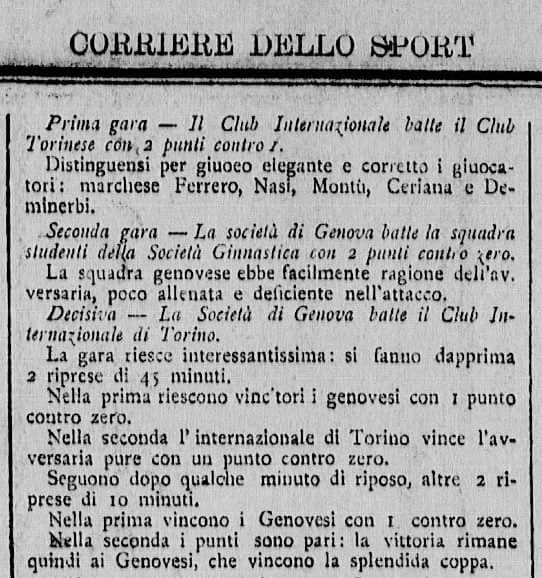
نتائج الدوري الإيطالي 1898 كما نشرت بجريدة كورييري ديللو سبورت بتاريخ 11 مايو 1898

### نصف النهائي
| فريق 1               | نتيجة | فريق 2   |
| -------------------- | ----- | -------- |
| إنترناسيونالي تورينو | 1-2   | تورينيسي |
| خيمناستيكا دي تورينو | 2-0   | جنوى     |

#### النصف نهائي الأول
| أنترناسيونالي تورينو      | 1-2 | تورينيسي  |
| ------------------------- | --- | --------- |
| إدواردو بوسيو توماس سافاج |     | غير معروف |

#### نصف النهائي الثاني
| خيمناستيكا دي تورينو | 2-1 | جنوى                                 |
| -------------------- | --- | ------------------------------------ |
| كالوم ريد            |     | نورمان فيكتور ليفر جيوفاني بوكيياردو |

### النهائي
| إنترناسيونالي تورينو | 1 - 2 | جنوى                             |
| -------------------- | ----- | -------------------------------- |
| إدواردو بوسيو        |       | جايمس سبينسلي نورمان فيكتور ليفر |

## البطل

### اللقب
| الدوري الإيطالي الدرجة الأولى بطل 1898 |
| -------------------------------------- |
| نادي جنوى اللقب الأول                  |
|                                        |

### تشكيلة البطل
| جنوى: |                             |
|       |                             |
| 1     | ويليام بيرد                 |
| 2     | إرنيستو دي جالياني          |
| 3     | فاوستو غيجليوتي             |
| 4     | إدواردو باستور الأول        |
| 5     | جايمس ريشاردسون سبينسلي (c) |
| 6     | إيتور واليس غيجليوني        |
| 7     | روبرت آل ليفر               |
| 8     | جيوفاني بوكياردو            |
| 9     | هنري آرثون دابلس            |
| 10    | سيلفيو بيارو بيرتولو        |
| 11    | جون كارتير لو بيلي          |